# Dragon Age Pure
Dragon Age Pure (ドラゴンエイジピュア Doragon Eiji Pyua) là một tạp chí shōnen manga ấn hành bởi Fujimi Shobo. Số đầu tiên của nó xuất xưởng ngày 30 tháng 1 năm 2006 và bắt đầu bán đều đặn mỗi quý một số. Từ số ra thứ tư vào ngày 20 tháng 4 năm 2007, tạp chí phát hành hai tháng một lần cho đến số cuối cùng là ấn bản thứ 15, phát hành ngày 20 tháng 2 năm 2009. Tạp chí là phiên bản đặc biệt của tạp chí mẹ Monthly Dragon Age, cũng đăng light novel chung với manga.

## Các tựa được đăng

### Manga
- @ Home
- Armored Core:Tower City Blade
- bee-be-beat it!
- Chrome Shelled Regios
- Clannad: Tomoyo Dearest
- Crimson Grave
- Diebuster
- Dolls Girl
- Hime no Namida wa Todomaranai
- Ikoku Meiro no Kurowāze
- Kanon
- Maken-ki!
- Maid o Nerae!
- Mei no Naisho
- Munto
- Nightly Knight
- Orichalcum Reycal
- Room No.1301
- Seitokai no Ichizon
- Supa Supa
- Tetsunagi Kooni
- Tomoyo After: Dear Shining Memories
- Yūgengaisha Kobold Shiritsutanteisha
- Otome no Iroha

### Light novel
- Gakkō Yōkai Kikō Daihachi Kaidan Bashūchū